# Théorème de densité de Tchebotariov
En théorie algébrique des nombres, le théorème de Tchebotariov, dû à Nikolaï Tchebotariov et habituellement écrit théorème de Chebotarev, précise le théorème de la progression arithmétique de Dirichlet sur l'infinitude des nombres premiers en progression arithmétique : il affirme que, si a, q ≥ 1 sont deux entiers premiers entre eux, la densité asymptotique de l'ensemble des nombres premiers congrus à a modulo q vaut 1/φ(q).

## Énoncé
Le cadre du théorème de Tchebotariov est le suivant : on considère une extension galoisienne {\displaystyle L/K} de corps de nombres, de groupe de Galois {\displaystyle G}. Pour tout idéal entier {\displaystyle {\mathfrak {a}}} de {\displaystyle K}, on note {\displaystyle {\mathcal {N}}({\mathfrak {a}})=\left|{\mathcal {O}}_{K}/{\mathfrak {a}}\right|} la norme de {\displaystyle {\mathfrak {a}}}.
Considérons un idéal premier {\displaystyle {\mathfrak {p}}} de {\displaystyle K} non ramifié dans {\displaystyle L}, et soit {\displaystyle {\mathfrak {P}}\mid {\mathfrak {p}}} un idéal premier de {\displaystyle L} au-dessus de {\displaystyle {\mathfrak {p}}}.
On montre qu'il existe un unique élément {\displaystyle \sigma _{\mathfrak {P}}\in G} caractérisé par la relation suivante : pour tout élément {\displaystyle \alpha \in {\mathcal {O}}_{L}}, on a
{\displaystyle \sigma _{\mathfrak {P}}(\alpha )\equiv \alpha ^{{\mathcal {N}}({\mathfrak {p}})}{\pmod {\mathfrak {P}}}.}
Si {\displaystyle G} n'est pas abélien, cela dépend du choix de {\displaystyle {\mathfrak {P}}} : en effet, si {\displaystyle {\mathfrak {P'}}} est un autre idéal premier au-dessus de {\displaystyle {\mathfrak {p}}}, il existe un élément {\displaystyle \sigma \in G} tel que {\displaystyle {\mathfrak {P'}}=\sigma ({\mathfrak {P}})}, et alors {\displaystyle \sigma _{\mathfrak {P'}}} et {\displaystyle \sigma _{\mathfrak {P}}} sont conjugués dans {\displaystyle G}.
On considère alors la classe de conjugaison {\displaystyle \{\sigma _{\mathfrak {P}},\,{\mathfrak {P}}\mid {\mathfrak {p}}\}}, que l'on nomme symbole de Frobenius de {\displaystyle {\mathfrak {p}}} dans {\displaystyle L/K}, encore noté (par abus) {\displaystyle \sigma _{\mathfrak {p}}}. Remarquons que, si {\displaystyle G} est abélien, cette classe est réduite à un seul élément.
Nous pouvons alors énoncer le théorème que Tchebotariov démontra dans sa thèse en 1922 :
Théorème de Tchebotariov —  Soit {\displaystyle C} une classe de conjugaison dans {\displaystyle G}.
Alors l'ensemble des idéaux premiers {\displaystyle {\mathfrak {p}}} de {\displaystyle K}, non ramifiés dans {\displaystyle L}, et tels que {\displaystyle \sigma _{\mathfrak {p}}=C}, a pour « densité naturelle » {\displaystyle |C|/|G|}.
La version quantitative du théorème de la progression arithmétique de Dirichlet sur les nombres premiers en progression arithmétique en découle, en appliquant le théorème précédent à une extension cyclotomique de ℚ.